# Jeff Wexler
Jeff Wexler é um sonoplasta estadunidense. Foi indicado ao Oscar de melhor mixagem de som em duas ocasiões por seu trabalho audiovisual como engenheiro de som.

## Prêmios e indicações
- Indicado: Oscar de melhor mixagem de som — Independence Day (1996)
- Indicado: Oscar de melhor mixagem de som — The Last Samurai (2003)